# 2,4-Dihydroxybenzophenon
2,4-Dihydroxybenzophenon (auch Benzoresorcinol) ist eine organische Verbindung. Es gehört zu den Verbindungsklassen der Ketone bzw. Phenole.

## Eigenschaften
2,4-Dihydroxybenzophenon ist ein farbloses bis gelbliches, feinkristallines Pulver. 2,4-Dihydroxybenzophenon besitzt einen Flammpunkt bei 125 °C.

## Herstellung
Die Synthese erfolgt in wässriger Lösung aus Benzotrichlorid und Resorcin in Gegenwart eines Emulgators.

## Verwendung
2,4-Dihydroxybenzophenon wird für die fluorimetrische Bor-Analytik sowie als Absorber für ultraviolettes Licht in Kunststoffen verwendet.

## Sicherheitshinweise
Die Verbindung bewirkt bei Augen- und Hautkontakt Reizungen. Die letale Dosis LD50 für Ratten bei oraler Aufnahme liegt bei über 5 g/kg Körpergewicht.